# Vlčice (Olomouc)
Vlčice (in tedesco Wildschütz) è un comune della Repubblica Ceca facente parte del distretto di Jeseník, nella regione di Olomouc.